# Himno Popular de Guatemala
El Himno Popular de Guatemala fue una composición escrita por Ramón Pereira Molina, en 1879 y la música es obra de Rafael Álvarez Ovalle, escrita en el mismo año y partitura del actual Himno Nacional. Fue el himno de facto de Guatemala durante 1879 y el 19 de febrero de 1896.

## Historia

### Orígenes
En 1879, la Sociedad Literaria «El Porvenir», intentó infructuosamente crear un Himno Nacional para Guatemala.  Hasta en 1889, el presidente de Guatemala, general Manuel Lisandro Barillas, convocó a un concurso para elegir la  música que complementaría la letra del «Himno Nacional» escrita por el poeta Ramón P. Molina. En este certamen tomaron parte distinguidos compositores, y el triunfo fue adjudicada la música presentada por Rafael Álvarez Ovalle.

### Concurso convocado por Reina Barrios

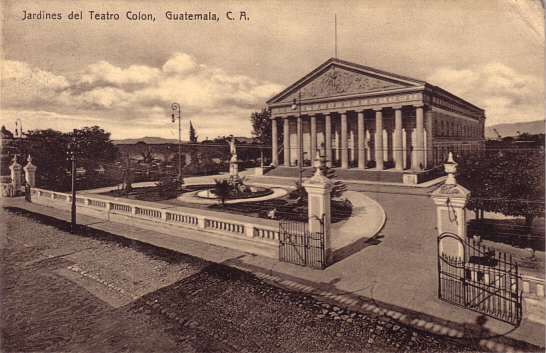
Teatro Colón tras su remodelación en 1892. Aquí fue estrenado el Himno Nacional de Guatemala.

En 1896, el gobierno del general José María Reina Barrios convocó a un nuevo concurso, «Considerando que se carece en Guatemala de un Himno Nacional, pues el que hasta hoy se conoce con ese nombre, no sólo adolece de notables defectos, sino que no ha sido declarado oficialmente como tal; y que es conveniente dotar al país de un himno que por su letra y música responda a los elevados fines en que todo pueblo culto presta esta clase de composiciones». De este nuevo concurso salió nuevamente premiada la obra de Rafael Álvarez Ovalle, esta vez musicalizando un poema amparado con el seudónimo de «Anónimo».
El triunfo concedido nuevamente al maestro Álvarez Ovalle le costó los momentos más amargos de su existencia, pues hubo descontento entre los que no ganaron, quienes incluso hicieron llegar su queja hasta el primer mandatario. Reina Barrios, en presencia de los miembros de su gabinete y otras personalidades y maestros de arte musical, volvieron a escuchar todas las composiciones que compitieron en el concurso, habiendo salido electa nuevamente por unanimidad, la del maestro Rafael Álvarez Ovalle.
Con respecto a la letra, el jurado calificador determinó lo siguiente:
| Texto del informe rendido por el jurado calificador del concurso literario, integrado por los señores F. Castañeda, J. Joaquín Palma y José Leonard. «Guatemala, 27 de octubre de 1896. Señor ministro de Instrucción Pública. Presente. En cumplimiento a la honrosa comisión con que usted se sirvió favorecernos, encargándonos de la calificación de los himnos nacionales presentados a esta secretaría, en virtud del concurso abierto por el acuerdo de 24 de julio último, hemos examinado las doce composiciones que con tal objeto tuvo usted a bien enviarnos con fecha 15 del actual. Animados de los mejores deseos, y con la mira de hacer la designación requerida por el mencionado acuerdo, nos hemos reunido varias veces, y después de largo y detenido examen, tenemos la honra de manifestar a usted que, a nuestro juicio, el himno que empieza con las palabras Guatemala feliz y lleva al pie la de Anónimo entre paréntesis, es el que mejor responde a las condiciones de la convocatoria y merece, por lo tanto, el premio ofrecido. Así tenemos la honra de emitir el informe que la secretaría de su digno cargo nos pidió, escribiéndonos con toda consideración y aprecio, el señor ministro, muy atentos y seguros servidores. José Leonard, J. J. Palma, F. Castañeda». |

Como puede verse, el poeta cubano José Joaquín Palma era miembro del jurado calificador.
El estreno del Himno Nacional tuvo lugar en el acto lírico literario celebrado en el Teatro Colón la noche del domingo 14 de marzo de 1897, como uno de los principales puntos del programa de festejos de la Exposición Centroamericana, habiendo sido condecorado con medalla de oro y diploma de honor el maestro Rafael Álvarez Ovalle.

### Palma confiesa ser el autor
El autor de la letra del Himno Nacional de Guatemala permaneció en el más profundo misterio hasta 1911, en que se descubrió que su autor era el poeta cubano José Joaquín Palma, pues éste reveló en su lecho de muerte que él era el autor de la letra del himno.

## Letra
| Guatemala, en tu limpia Bandera libertad te formó un arrebol; libertad es tu gloria hechicera y de América libre es el sol. Bella patria, tu gloria cantemos con ardiente sublime ansiedad hoy que luce en tu frente la aurora de la hermosa, feliz libertad. Democracia, civismo es tu lema, la igualdad es tu ley, tu razón; no más sombras, no más retrocesos. Viva patria, el derecho y la unión. CORO Guatemala, en tu limpia bandera Bajo la égida libre y fecunda de progreso, de paz, de igualdad, Guatemala, que unan tus hijos en brazos en eterna amistad. La más pura y feliz democracia que corone tu olímpica sien; y el amor de tus hijas divinas, sé de América Libre el Edén. CORO Guatemala, en tu limpia bandera Bajo la égida libre y fecunda de progreso, de paz, de igualdad, Guatemala, que unan tus hijos en brazos en eterna amistad. La más pura y feliz democracia que corone tu olímpica sien; y el amor de tus hijas divinas, sé de América Libre el Edén. Guatemala en tu limpia bandera Con tu aliento gentil de espartana llegará en el mundo a lucir, porque marchas buscando el progreso y en tu idea se ve el porvenir. De los libres recibe el saludo, Su entusiasta sincera ovación; Y recibe las preces del alma. Los efectos del fiel corazón. |